# Sosefo Sakalia

a Compétitions nationales et continentales officielles uniquement.

b Matchs officiels uniquement.
Dernière mise à jour le 2 mai 2024.
Sosefo Sakalia, né le 14 décembre 1991 à Nukuʻalofa (Tonga), est un joueur de rugby à XV international tongien évoluant principalement au poste de talonneur. Il mesure 1,78 m pour 96 kg.

## Carrière

### En club
Sosefo Sakalia commence sa carrière avec l'équipe amateure des Marist Ma’ufanga dans le championnat amateur de son pays natal.
En 2014, il rejoint le club roumain du Steaua Bucarest en SuperLiga, avec qui il dispute une saison. L'année suivante, il rejoint le club rival du CSM Bucarest, avant de retourner au Steaua Bucarest en 2016 pour deux saisons.
En 2019, il rejoint l'équipe des Asia Pacific Dragons (en), basée à Singapour et évoluant en Global Rapid Rugby.
En 2020, il rejoint la franchise professionnelle uruguayenne de Peñarol Rugby dans le nouveau championnat continental appelé Súper Liga Americana de Rugby. Il n'a le temps de disputer qu'une seule rencontre avec sa nouvelle équipe, avant que la saison soit interrompue en raison de la pandémie de Covid-19,.
Après une unique saison en Uruguay, il retourne jouer dans le championnat amateur tongien.

### En équipe nationale
Sosefo Sakalia a joué avec l'équipe des Tonga des moins de 20 ans lors des Championnats du monde junior 2010 et 2011.
Il est sélectionné pour la première fois avec l'équipe des Tonga en juin 2015 pour participer à la Pacific Nations Cup. Il obtient sa première cape internationale le 24 juillet 2015 à l’occasion d’un match contre l'équipe du Canada à Vancouver.
En 2019, il est retenu dans le groupe tongien pour disputer la Coupe du monde au Japon. Il joue trois rencontres lors de la compétition, contre l'Angleterre, l'Argentine et la France.
Après le Mondial japonais, il connais trois ans d'absence en sélection, avant de faire son retour en sélection en novembre 2022, à l'occasion d'un match face à l'Uruguay.
En juin 2023, il est sélectionné au sein du groupe tongien élargi pour préparer la Coupe du monde 2023 en France. Il dispute un match de préparation, face au Canada, où il inscrit un doublé,. Il n'est par la suite pas retenu au sein du groupe définitif pour le Mondial français.

## Palmarès

### En équipe nationale
- 15 sélections depuis 2015.
- 25 points (5 essais).

- Participation à la Coupe du monde 2019 (3 matchs).